# Mike Perry
Mikael Persson - artiestennaam Mike Perry - is een Zweedse dj en producer uit Skövde. Hij is internationaal bekend geworden met zijn single The Ocean.

## Carrière

### 2016–heden: Doorbraak
Op 15 april 2016 werd wereldwijd de debuutsingle The Ocean uitgebracht. Zangeres Shy Martin verzorgde de vocalen. Het nummer bereikte de nummer 1-positie in de Zweedse hitlijst. In Nederland bereikte het nummer de tiende positie in de Nederlandse Top 40.

## Discografie

### Singles
| Single met eventuele hitnotering(en) in de Nederlandse Top 40 | Datum van verschijnen | Datum van binnenkomst | Hoogste positie | Aantal weken | Opmerkingen                                  |
| ------------------------------------------------------------- | --------------------- | --------------------- | --------------- | ------------ | -------------------------------------------- |
| The Ocean                                                     | 15-04-2016            | 06-08-2016            | 10              | 18           | met Shy Martin / Nr. 10 in de Single Top 100 |
| Inside the Lines                                              | 21-10-2016            |                       |                 |              | met Casso                                    |